# Ruud Kuijten
Ruud Kuijten (Nuenen, 7 oktober 1973) is een  Belgisch voormalig badmintonner van Nederlandse origine. 

## Levensloop
Kuijten was aanvankelijk actief bij BC Nuenen. In 1994 werd hij met Joris Soerland Nederlands kampioen in het 'heren dubbel. In januari 2000 verkreeg hij de Belgische nationaliteit en nam hij vervolgens voor dit land deel aan de Olympische Spelen te Sydney. Alwaar hij een 17e plaats behaalde in de eindrangschikking.
Kuijten werd in totaal elfmaal Belgisch kampioen, waarvan zevenmaal in het enkelspel (1999-2005). Daarnaast behaalde hij samen met Wouter Claes twee titels in de 'heren dubbel' (2004 en 2005) en met Manon Albinus eveneens twee in het 'gemengd dubbel' (1999 en 2000). Daarnaast won hij tweemaal een internationaal tornooi, beiden in 1998. Eenmaal in het enkelspel (Internationaal Tornooi van Hongarije) en eenmaal in het 'gemengd dubbel' (Irish Open met Manon Albinus). 